# Ivan Gladysjev
Ivan Dmitrijevitsj Gladysjev (Russisch: Иван Дмитриевич Гладышев) (Toela, 13 augustus, 2001) is een Russisch baanwielrenner. In 2020 werd Gladysjev samen met Denis Dmitrijev, Pavel Jakoesjevski en Aleksandr Sjaropov Europees kampioen teamsprint tijdens het Europese kampioenschap baanwielrennen. Het jaar daarna werd de ploeg zesde op de teamsprint tijdens de Olympische Zomerspelen.